# Chu Tiểu Xuyên
Chu Tiểu Xuyên (tiếng Trung: 周小川 bính âm: Zhou Xiǎochuān) (sinh ngày 29 tháng 1 năm 1948) là một nhà kinh tế, chuyên gia ngân hàng, nhà cải cách và quan chức Trung Quốc. Ông từng là Phó chủ tịch Ủy ban Toàn quốc Hội nghị Hiệp thương Chính trị Nhân dân Trung Quốc từ năm 2013 đến năm 2018 và Thống đốc Ngân hàng Nhân dân Trung Quốc từ tháng 12 năm 2002 đến tháng 3 năm 2018, phụ trách chính sách tiền tệ của nước Cộng hòa Nhân dân Trung Hoa.
Trước đó ông đảm nhận một số chức vụ lãnh đạo trong các tổ chức thương mại và tài chính như Phó Thống đốc Ngân hàng Nhân dân Trung Quốc, Giám đốc Cơ quan Quản lý Ngoại hối Nhà nước, Thống đốc Ngân hàng Xây dựng Trung Quốc, Chủ tịch của Ủy ban Giám sát Chứng khoán Trung Quốc. Chu là đồng minh với Chu Dung Cơ và nhóm các chính trị gia Thượng Hải.
Chu Tiểu Xuyên là một trong những nhân vật kinh tế có ảnh hưởng nhất trên thế giới và được Foreign Policy xếp hạng thứ 4 trong báo cáo Top 100 Nhà tư tưởng toàn cầu (Top 100 Global Thinkers) tháng 12 năm 2010. Trong cả hai năm 2011 và 2012, ông đã được đưa vào danh sách 50 nhân vật ảnh hưởng nhất trong bảng xếp hạng của Tạp chí Bloomberg Markets.